# Кинг Конг (филм из 1933)
Кинг Конг (енгл. King Kong) је амерички култни хорор филм преткодовског Холивуда из 1933. године, режисера и продуцената Меријана Купера и Ернеста Шодсека. Главне улоге тумаче: Феј Вреј, Роберт Армстронг и Брус Кабот.
Филм је остварио огроман успех и у финансијском и у погледу оцена критичара и публике. Сајт Rotten Tomatoes га је поставио на 4. место листе најбољих хорор филмова свих времена и на 33. место листе најбољих филмова свих времена. Оценио га је са 98%.
Радња филма прати однос енормног чудовишта налик на горилу (Кинг Конга) и младе лепе глумице по имену Ен Дероу. Филм је рађен кадар-по-кадар анимацијом, а музику је компоновао Макс Штајнер. 1991. године, Конгресна библиотека сврстала је филм Кинг Конг на списак Националног филмског регистра, као „култруно, историјско и естетски значајан филм”. Исте године добио је не толико популаран наставак под насловом Конгов син.

## Радња
Филмска посада одлази на тропско острво под називом Лобања у потрази за егзотичном локацијом која би им користила у снимању филма. Они откривају енормно чудовиште налик на горилу које одводи њихову главну глумицу Ен Дероу у дивљину. Када успеју да савладају чудовиште одлучују да га превезу у Њујорк како би га представили публици.
Међутим, чудовиште успева да им побегне и започиње деструкцију Њујорка. Једина која може да га смири је Ен...
У последњој сцени са Кинг Конгом и Ен на крову облакодера, гомила авиона започне паљбу на чудовиште, обара га и оно страда услед пада на земљу.

## Улоге
| Глумац           | Улога               |
| ---------------- | ------------------- |
| Феј Вреј         | Ен Дероу            |
| Роберт Армстронг | Карл Денхам         |
| Брус Кабот       | Џон Дрискол         |
| Френк Ричер      | капетан Инглхорн    |
| Сем Харди        | Чарлс Вестон        |
| Нобл Џонсон      | главни староседелац |
| Стив Клемент     | Краљ вештац         |
| Џејмс Флавин     | Бригс               |
| Виктор Вонг      | кувар Чарли         |